# Adam Pecháček
Adam Pecháček (Praga, 19 febbraio 1995) è un cestista ceco.

## Palmares

### Club
- Supercoppa italiana: 1

Pallacanestro Reggiana: 2015